# Tyloperla sinensis
Tyloperla sinensis is een steenvlieg uit de familie borstelsteenvliegen (Perlidae). De wetenschappelijke naam van de soort is voor het eerst geldig gepubliceerd in 1993 door Yang & Yang.